# Halecia cupreosignata
Halecia cupreosignata es una especie de escarabajo del género Halecia, familia Buprestidae. Fue descrita científicamente por Waterhouse en 1882.